# Jack Aitken

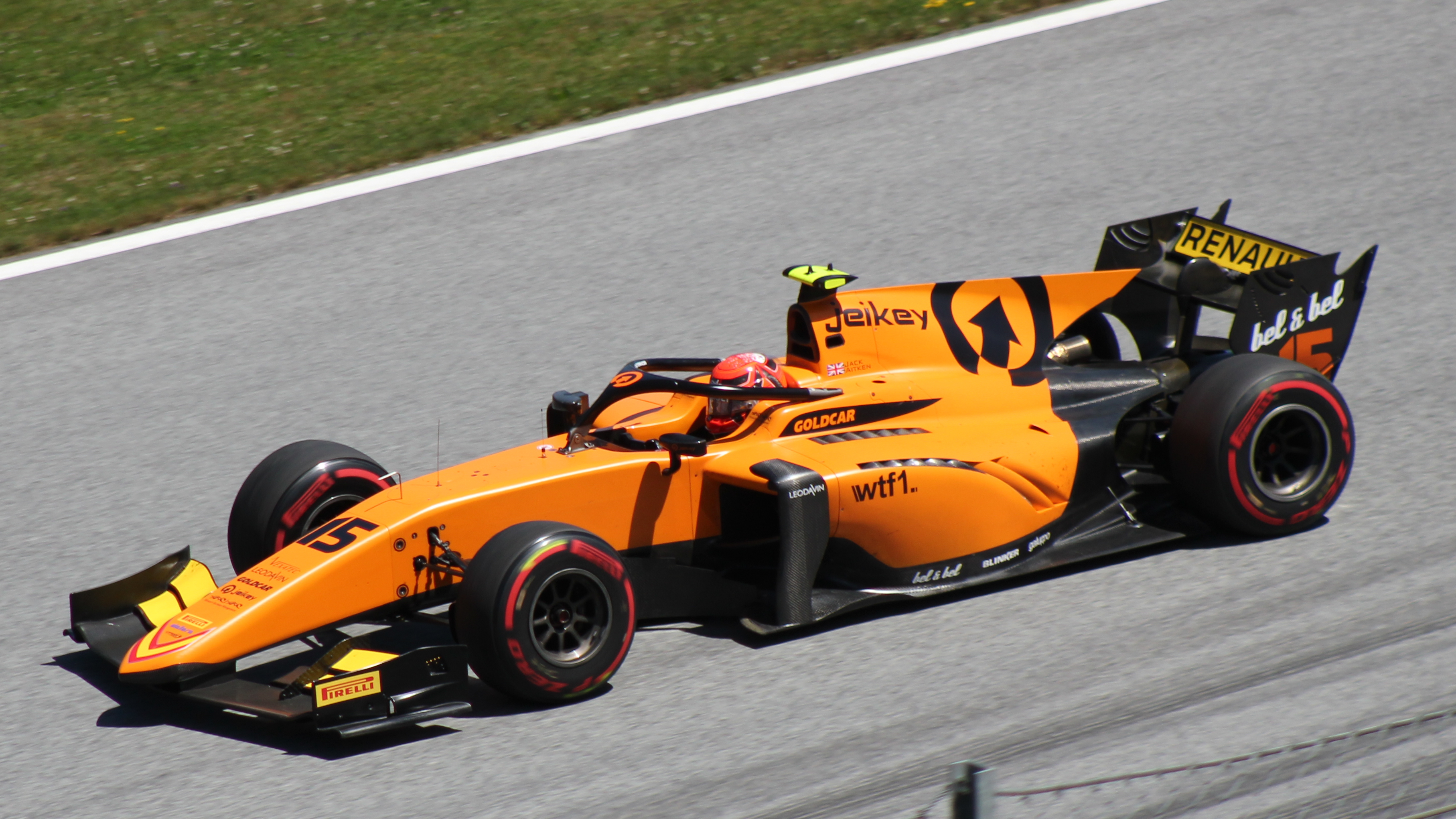
Aitken corriendo en Fórmula 2 con Campos.

Jack Anthony Han-Aitken (en coreano: 한세용, Han Se-yong; Londres, Inglaterra, 23 de septiembre de 1995) es un piloto de automovilismo británico de origen surcoreano. Fue subcampeón de la GP3 Series en 2017 entre otros resultados. Debutó en la Fórmula 1 en el Gran Premio de Sakhir de 2020 con la escudería Williams, manteniéndose como reserva hasta 2021. 
Actualmente corre en carreras de gran turismos y resistencia.

## Carrera
Luego de los karts, Aitken debutó en monoplazas en 2012. Al año siguiente fu subcampeón en la Fórmula Renault 2.0 NEC. En 2015 ganó los tres torneos que disputó: Eurocopa de Fórmula Renault 2.0, Fórmula Renault 2.0 Alpes y Pro Mazda Winterfest.
En 2016 debutó en GP3 Series y al año siguiente fue subcampeón con ART Grand Prix. Ascendió a la Fórmula 2 con el mismo equipo, finalizando en la 11.º posición con una victoria. Llegó a Campos Racing para la temporada 2019, donde con tres victorias fue quinto en el campeonato. Continuó con la escudería española en 2020. Logró dos podios y 48 puntos que lo ubicaron en la decimocuarta posición. El suizo Ralph Boschung lo reemplazó en la última ronda tras confirmarse su debut en la F1. En 2021 va reemplazar a Matteo Nannini en HWA RACELAB en las rondas de Monatecarlo y Bakú.

### Accidente en Spa
En julio de 2021 se disputaban las 24 Horas de Spa en el circuito Spa-Francorchamps. En la vuelta 9 en la curva Eau Rouge Aitken iba 15°, cuando chocó el muro del lado izquierdo y volvió a la pista dando vueltas. cuando parecía que todo había terminado 3 segundos después del impacto su compañero de equipo Franck Perera. Golpeó la parte trasera del Lamborghini haciendo que este se fuera para un lado de la pista y después el Ferrari de Davide Rigon también golpeó al Lamborghini, pero esta vez golpeó la parte delantera del Lamborghini haciendo que este de 5 vueltas sobre el asfalto. También el piloto de Porsche Kevin Estre se vio involucrado en el choque pero por suerte este no golpeó a Aitken pero sí a Rigon que parecía que se había salvado del choque. El Lamborghini de Aitken quedó sin parte trasera ni delantera sin puertas sin ventanas y solo con 1 rueda, Aitken salió de su coche lo más rápido posible pero sufrió 3 fracturas que se le curaron. 1 semana después del accidente Rigon sufrió un dolor de espalda que se le curó a finales de septiembre de ese año, Afortunadamente nada pasó.

### Fórmula 1
Entre los años 2016 y 2018 fue miembro de la Academia de Renault Sport, llegando a ser probador de Renault en Fórmula 1. Desde 2020 es piloto reserva de la escudería Williams en el mismo campeonato, y debutó como tercer piloto en el Gran Premio de Estiria.
Hizo su debut como piloto titular en la Fórmula 1 en el Gran Premio de Sakhir de 2020. Remplazó en dicha carrera a George Russell, quien ocupó el asiento de Lewis Hamilton en Mercedes tras el positivo de COVID-19 del múltiple campeón.
En 2021, disputó los entrenamientos libres del Gran Premio de Abu Dabi al mando del Williams FW43B.

## Resumen de carrera
| Temporada | Categoría                                              | Equipo                    | Carreras          | Victorias         | Poles             | VR                | Podios            | Puntos            | Pos.              |
| --------- | ------------------------------------------------------ | ------------------------- | ----------------- | ----------------- | ----------------- | ----------------- | ----------------- | ----------------- | ----------------- |
| 2012      | Dunlop Intersteps Championship                         | Fortec Motorsports        | 23                | 2                 | 2                 | 3                 | 13                | 490               | 3.º               |
| 2013      | Copa de Europa del Norte de Fórmula Renault 2.0        | Fortec Motorsports        | 16                | 0                 | 1                 | 1                 | 5                 | 230               | 2.º               |
| 2013      | Eurocopa de Fórmula Renault 2.0                        | Fortec Motorsports        | 2                 | 0                 | 0                 | 0                 | 0                 | 0                 | NC†               |
| 2013      | Eurocopa de Fórmula Renault 2.0                        | Manor MP Motorsport       | 4                 | 0                 | 0                 | 0                 | 0                 | 0                 | NC†               |
| 2014      | Eurocopa de Fórmula Renault 2.0                        | Fortec Motorsports        | 14                | 1                 | 1                 | 0                 | 4                 | 86                | 7.º               |
| 2014      | Fórmula Renault Alpes 2.0                              | Fortec Motorsports        | 8                 | 0                 | 0                 | 1                 | 0                 | 0                 | NC†               |
| 2014      | Pro Mazda Championship                                 | Team Pelfrey              | 2                 | 0                 | 0                 | 0                 | 0                 | 31                | 20.º              |
| 2015      | Eurocopa de Fórmula Renault 2.0                        | Koiranen GP               | 17                | 5                 | 4                 | 3                 | 3                 | 206               | 1.º               |
| 2015      | Fórmula Renault Alpes 2.0                              | Koiranen GP               | 15                | 4                 | 3                 | 3                 | 7                 | 242               | 1.º               |
| 2015      | Pro Mazda Winterfest                                   | Team Pelfrey              | 5                 | 3                 | 1                 | 2                 | 4                 | 167               | 1.º               |
| 2016      | GP3 Series                                             | Arden International       | 18                | 1                 | 0                 | 2                 | 7                 | 148               | 5.º               |
| 2016      | Eurofórmula Open                                       | RP Motorsport             | 4                 | 2                 | 2                 | 1                 | 3                 | 71                | 8.º               |
| 2016      | Campeonato de España de Fórmula 3                      | RP Motorsport             | 2                 | 1                 | 1                 | 1                 | 1                 | 27                | 7.º               |
| 2016      | Fórmula V8 3.5 Series                                  | RP Motorsport             | 4                 | 0                 | 1                 | 0                 | 0                 | 14                | 15.º              |
| 2017      | GP3 Series                                             | ART Grand Prix            | 15                | 1                 | 2                 | 2                 | 6                 | 141               | 2.º               |
| 2018      | Campeonato de Fórmula 2 de la FIA                      | ART Grand Prix            | 24                | 1                 | 0                 | 0                 | 2                 | 63                | 11.º              |
| 2018      | Fórmula 1                                              | Renault Sport F1 Team     | Piloto de pruebas | Piloto de pruebas | Piloto de pruebas | Piloto de pruebas | Piloto de pruebas | Piloto de pruebas | Piloto de pruebas |
| 2019      | Campeonato de Fórmula 2 de la FIA                      | Campos Racing             | 24                | 3                 | 0                 | 2                 | 7                 | 159               | 5.º               |
| 2019      | Fórmula 1                                              | Renault F1 Team           | Piloto de pruebas | Piloto de pruebas | Piloto de pruebas | Piloto de pruebas | Piloto de pruebas | Piloto de pruebas | Piloto de pruebas |
| 2020      | Campeonato de Fórmula 2 de la FIA                      | Campos Racing             | 22                | 0                 | 0                 | 0                 | 2                 | 48                | 14.º              |
| 2020      | Fórmula 1                                              | Williams Racing           | 1                 | 0                 | 0                 | 0                 | 0                 | 0                 | 22.º              |
| 2021      | GT World Challenge Europe Endurance Cup                | Emil Frey Racing          | 6                 | 0                 | 0                 | 1                 | 0                 | 17.5              | 19.º              |
| 2021      | Campeonato de Fórmula 2 de la FIA                      | HWA RACELAB               | 9                 | 0                 | 0                 | 0                 | 0                 | 0                 | 23.º              |
| 2021      | Fórmula 1                                              | Williams Racing           | Piloto de pruebas | Piloto de pruebas | Piloto de pruebas | Piloto de pruebas | Piloto de pruebas | Piloto de pruebas | Piloto de pruebas |
| 2022      | ADAC GT Masters                                        | Emil Frey Racing          | 14                | 1                 | 1                 | 2                 | 3                 | 140               | 4.º               |
| 2022      | GT World Challenge Europe Endurance Cup                | Emil Frey Racing          | 5                 | 0                 | 0                 | 1                 | 1                 | 32                | 15.º              |
| 2022      | Intercontinental GT Challenge                          | Emil Frey Racing          | 1                 | 0                 | 0                 | 0                 | 0                 | 0                 | NC                |
| 2022      | European Le Mans Series - LMP2                         | Racing Team Turkey        | 5                 | 0                 | 0                 | 0                 | 0                 | 30                | 11.º              |
| 2023      | WeatherTech SportsCar Championship - GTP               | Whelen Engineering Racing | 4                 | 1                 | 1                 | 1                 | 2                 | 1263              | 10.º              |
| 2023      | Deutsche Tourenwagen Masters                           | Emil Frey Racing          | 14                | 1                 | 1                 | 1                 | 2                 | 82                | 14.º              |
| 2023      | Campeonato Mundial de Resistencia de la FIA - Hypercar | Action Express Racing     | 1                 | 0                 | 0                 | 0                 | 0                 | 0                 | NC†               |
| 2023      | Nürburgring Langstrecken-Serie - VT2-FWD               | Walkenhorst Motorsport    | 1                 | 0                 | 0                 | 0                 | 0                 | 0                 | NC†               |
| 2024      | WeatherTech SportsCar Championship - GTP               | Whelen Engineering Racing | 9                 | 0                 | 4                 | 1                 | 3                 | 2687              | 4.º               |
| 2024      | Deutsche Tourenwagen Masters                           | Emil Frey Racing          | 16                | 3                 | 4                 | 0                 | 3                 | 128               | 8.º               |
| 2024      | Nürburgring Langstrecken-Serie - VT2-FWD               | Walkenhorst Motorsport    | 1                 | 0                 | 0                 | 0                 | 0                 | ?                 | ?                 |
| 2024      | Nürburgring Langstrecken-Serie - BMW M240i             | Smyrlis Racing            | 1                 | 0                 | 0                 | 0                 | 1                 | ?                 | ?                 |
| 2025      | IMSA SportsCar Championship - GTP                      | Cadillac Whelen           | Disputándose      | Disputándose      | Disputándose      | Disputándose      | Disputándose      | Disputándose      | Disputándose      |
| 2025      | Deutsche Tourenwagen Masters                           | Emil Frey Racing          | Disputándose      | Disputándose      | Disputándose      | Disputándose      | Disputándose      | Disputándose      | Disputándose      |
| Fuente:   |                                                        |                           |                   |                   |                   |                   |                   |                   |                   |

- † Como Aitken fue piloto invitado, no fue elegible para puntuar.

## Resultados

### GP3 Series
(Clave) (negrita indica pole position) (cursiva indica vuelta rápida puntuable)

| Año  | Escudería           | 1   | 1   | 2   | 2   | 3   | 3   | 4   | 4   | 5   | 5   | 6   | 6   | 7   | 7   | 8   | 8   | 9   | 9   | Pos. | Puntos | Ref.   |
| ---- | ------------------- | --- | --- | --- | --- | --- | --- | --- | --- | --- | --- | --- | --- | --- | --- | --- | --- | --- | --- | ---- | ------ | ------ |
| 2016 | Arden International | BAR | BAR | SPI | SPI | SIL | SIL | BUD | BUD | HOC | HOC | SPA | SPA | MNZ | MNZ | KUA | KUA | YMC | YMC | 5.º  | 148    | [ 9 ]  |
| 2016 | Arden International | 20  | 19  | 9   | 5   | 13  | 6   | 9   | 6   | 6   | 2   | 5   | 1   | 2   | 5   | 2   | 3   | 3   | 2   | 5.º  | 148    | [ 9 ]  |
| 2017 | ART Grand Prix      | BAR | BAR | SPI | SPI | SIL | SIL | BUD | BUD | SPA | SPA | MNZ | MNZ | JER | JER | YMC | YMC |     |     | 2.º  | 141    | [ 10 ] |
| 2017 | ART Grand Prix      | Ret | 12  | 2   | 5   | 4   | 2   | 1   | Ret | 2   | 18  | 2   | C   | 3   | 6   | 14  | 8   |     |     | 2.º  | 141    | [ 10 ] |

### Fórmula V8 3.5 Series
(Clave) (negrita indica pole position) (cursiva indica vuelta rápida)

| Año     | Equipo        | 1     | 2     | 3     | 4     | 5     | 6     | 7     | 8     | 9     | 10    | 11    | 12    | 13    | 14    | 15        | 16      | 17       | 18      | Pos. | Puntos |
| ------- | ------------- | ----- | ----- | ----- | ----- | ----- | ----- | ----- | ----- | ----- | ----- | ----- | ----- | ----- | ----- | --------- | ------- | -------- | ------- | ---- | ------ |
| 2016    | RP Motorsport | ALC 1 | ALC 2 | HUN 1 | HUN 2 | SPA 1 | SPA 2 | LEC 1 | LEC 2 | SIL 1 | SIL 2 | RBR 1 | RBR 2 | MNZ 1 | MNZ 2 | JER 1 DSQ | JER 2 4 | CAT 1 11 | CAT 2 9 | 15.º | 14     |
| Fuente: |               |       |       |       |       |       |       |       |       |       |       |       |       |       |       |           |         |          |         |      |        |

### Campeonato de Fórmula 2 de la FIA
(Clave) (negrita indica pole position) (cursiva indica vuelta rápida puntuable)

| Año  | Escudería      | 1    | 1    | 2    | 2    | 3   | 3   | 4    | 4    | 5    | 5    | 6   | 6   | 7   | 7   | 8   | 8   | 9   | 9   | 10  | 10  | 11   | 11   | 12   | 12   | Pos. | Puntos | Ref.   |
| ---- | -------------- | ---- | ---- | ---- | ---- | --- | --- | ---- | ---- | ---- | ---- | --- | --- | --- | --- | --- | --- | --- | --- | --- | --- | ---- | ---- | ---- | ---- | ---- | ------ | ------ |
| 2018 | ART Grand Prix | SAK  | SAK  | BAK  | BAK  | BAR | BAR | MON  | MON  | LEC  | LEC  | SPI | SPI | SIL | SIL | BUD | BUD | SPA | SPA | MNZ | MNZ | SOC  | SOC  | YMC  | YMC  | 11.º | 63     | [ 12 ] |
| 2018 | ART Grand Prix | 9    | 18   | 2    | 11   | 6   | 1   | 7    | Ret  | 11   | DNS  | Ret | 18  | 13  | 12  | 4   | 10  | 11  | 10  | 17† | 8   | 14   | Ret  | 10   | 12   | 11.º | 63     | [ 12 ] |
| 2019 | Campos Racing  | SAK  | SAK  | BAK  | BAK  | BAR | BAR | MON  | MON  | LEC  | LEC  | SPI | SPI | SIL | SIL | BUD | BUD | SPA | SPA | MNZ | MNZ | SOC  | SOC  | YMC  | YMC  | 5.º  | 159    | [ 13 ] |
| 2019 | Campos Racing  | 7    | 11   | 1    | 3    | 2   | 8   | 17†  | 13   | 3    | 4    | 10  | 18  | 5   | 1   | 3   | 5   | C   | C   | 8   | 1   | 7    | 11   | 11   | 10   | 5.º  | 159    | [ 13 ] |
| 2020 | Campos Racing  | SPI1 | SPI1 | SPI2 | SPI2 | BUD | BUD | SIL1 | SIL1 | SIL2 | SIL2 | BAR | BAR | SPA | SPA | MNZ | MNZ | MUG | MUG | SOC | SOC | SAK1 | SAK1 | SAK2 | SAK2 | 14.º | 48     | [ 14 ] |
| 2020 | Campos Racing  | 15   | 8    | 9    | 6    | 13  | 19  | 13   | 8    | 3    | 3    | 18† | 18  | 13  | 17  | 13  | 7   | Ret | 13  | 6   | 4   | 10   | 17†  |      |      | 14.º | 48     | [ 14 ] |

| Año  | Escudería   | 1   | 1   | 1   | 2   | 2   | 2   | 3   | 3   | 3   | 4   | 4   | 4   | 5   | 5   | 5   | 6   | 6   | 6   | 7   | 7   | 7   | 8   | 8   | 8   | Pos. | Puntos | Ref.   |
| ---- | ----------- | --- | --- | --- | --- | --- | --- | --- | --- | --- | --- | --- | --- | --- | --- | --- | --- | --- | --- | --- | --- | --- | --- | --- | --- | ---- | ------ | ------ |
| 2021 | HWA RACELAB | SAK | SAK | SAK | MON | MON | MON | BAK | BAK | BAK | SIL | SIL | SIL | MNZ | MNZ | MNZ | SOC | SOC | SOC | YED | YED | YED | YMC | YMC | YMC | 23.º | 0      | [ 15 ] |
| 2021 | HWA RACELAB |     |     |     | 16  | 9   | 18  | Ret | 12  | 11  | 17  | 18  | 17  |     |     |     |     |     |     |     |     |     |     |     |     | 23.º | 0      | [ 15 ] |

### Fórmula 1
(Clave) (negrita indica pole position) (cursiva indica vuelta rápida)

| Año     | Escudería       | 1   | 2      | 3   | 4   | 5   | 6   | 7   | 8   | 9   | 10  | 11  | 12  | 13  | 14  | 15  | 16     | 17  | 18  | 19  | 20  | 21  | 22     | Pos. | Puntos |
| ------- | --------------- | --- | ------ | --- | --- | --- | --- | --- | --- | --- | --- | --- | --- | --- | --- | --- | ------ | --- | --- | --- | --- | --- | ------ | ---- | ------ |
| 2020    | Williams Racing | AUT | EST TD | HUN | GBR | 70A | ESP | BEL | ITA | TOS | RUS | EIF | POR | EMI | TUR | BHR | SAK 16 | ABU |     |     |     |     |        | 22.º | 0      |
| 2021    | Williams Racing | BHR | EMI    | POR | ESP | MON | AZE | FRA | EST | AUT | GBR | HUN | BEL | NED | ITA | RUS | TUR    | USA | MEX | SÃO | QAT | ARA | ABU TD |      |        |
| Fuente: |                 |     |        |     |     |     |     |     |     |     |     |     |     |     |     |     |        |     |     |     |     |     |        |      |        |

### 24 Horas de Le Mans
| Año     | Equipo                | Copilotos                  | Automóvil           | Clase    | Vueltas | Pos. | Pos. Clase |
| ------- | --------------------- | -------------------------- | ------------------- | -------- | ------- | ---- | ---------- |
| 2022    | Algarve Pro Racing    | Sophia Flörsch John Falb   | Oreca 07-Gibson     | LMP2     | 361     | 25.º | 20.º       |
| 2023    | Action Express Racing | Pipo Derani Alexander Sims | Cadillac V-Series.R | Hypercar | 324     | 17.º | 10.º       |
| Fuente: |                       |                            |                     |          |         |      |            |

### Deutsche Tourenwagen Masters
(Clave) (negrita indica pole position) (cursiva indica vuelta rápida)

| Año     | Escudería        | Automóvil       | 1       | 2         | 3        | 4        | 5        | 6        | 7        | 8        | 9       | 10       | 11        | 12        | 13       | 14       | 15        | 16       | Pos. | Puntos |
| ------- | ---------------- | --------------- | ------- | --------- | -------- | -------- | -------- | -------- | -------- | -------- | ------- | -------- | --------- | --------- | -------- | -------- | --------- | -------- | ---- | ------ |
| 2023    | Emil Frey Racing | Ferrari 296 GT3 | OSC 1 3 | OSC 2 17  | ZAN 1    | ZAN 2    | NOR 1 17 | NOR 2 20 | NÜR 1 22 | NÜR 2 18 | LAU 1   | LAU 2 7  | SAC 1 Ret | SAC 2 Ret | RBR 1 20 | RBR 2 8  | HOC 1 7   | HOC 2 10 | 14.º | 82     |
| 2024    | Emil Frey Racing | Ferrari 296 GT3 | OSC 1   | OSC 2 Ret | LAU 1 16 | LAU 2 14 | ZAN 1    | ZAN 2 16 | NOR 1 9  | NOR 2 18 | NÜR 1 5 | NÜR 2 13 | SAC 1     | SAC 2 6   | RBR 1 14 | RBR 2 10 | HOC 1 Ret | HOC 2 16 | 8.º  | 128    |
| Fuente: |                  |                 |         |           |          |          |          |          |          |          |         |          |           |           |          |          |           |          |      |        |